# پوشش پایانی
پوشش پایانی یک سیستم چندلایه از مواد مختلف است که در درجه اول برای کاهش میزان آب رگباری که پس از بسته شدن به محل دفن زباله وارد می‌شود استفاده می‌شود. سیستم‌های پوشش پایانی مناسب همچنین آب سطحی سیستم لایه‌گذاری را به کمترین میزان می‌رساند، در برابر فرسایش ناشی از باد یا رواناب مقاومت می‌کند، مهاجرت گازهای دفن زباله را کنترل می‌کند و زیبایی‌شناسی را بهبود می‌بخشد.
یک سیستم پوشش پایانی می‌تواند شامل لایه بالایی خاک متشکل از خاک غنی از مواد مغذی، یک لایه محافظ برای کاهش اثر یخ‌زدگی / ذوب شدن، یک لایه زهکشی که آب رگباری را حرکت می‌دهد، یک لایه مانع و یک لایه دانه‌بندی باشد.